# 洪思容
洪 思容（こうしよう、ホン・サヨン、1900年陰暦5月17日 - 1947年1月7日）は朝鮮の詩人、戯曲作家。本貫は南陽。号は露雀。莫大な財産を詩と戯曲で食いつぶし、路頭に彷徨いながらも、ついに詩を一冊もまとめることができなかったことは、現実を宿命的と受け入れた限界にあったのだろう。洪は生涯に20何篇ほどの詩しか発表せず、1925年以降は戯曲作家として活動した。

## 略歴
1900年陰暦5月17日、京畿道龍仁郡器興面龍水里に生まれる。父は大韓帝国通政大夫陸軍憲兵副尉の洪哲裕。官人であり大地主である父の1人息子として育つ。洪が8歳の時、父、洪哲裕は官界を離れ、一家はソウルから京畿道華城郡東灘面石隅里に移り、牧歌的な生活を過ごしながら、哲裕は洪に詩作を教えたと言う。そうした環境が洪の詩情の原点となった。私塾にも通い、8歳から『孟子』『資治通鑑』を学び、漢学を修めた。9歳のとき、伯父の洪升裕の養子になる。12歳のとき、原州元氏の元孝順と結婚する。当時は家同士の取り決めによって成される結婚であり、洪は生涯、この妻を大事にはしなかった。
1916年、徽文義塾に入学、朴鍾和らと親睦を深め、ガリ版刷りで『咲く花』という冊子を出している。1919年3月1日、三・一独立運動の先頭に立ち、逮捕される。もともと奔放だった若い洪にとって、この経験はさらに無鉄砲な詩作の途へと向かわす契機になった。同年、洪は徽文義塾を卒業すると郷里へ帰り、鄭志鉉（鄭栢）のところへ身を寄せ、随筆『青山白雲』と詩「青き丘辺へ」を書く。
1920年から、本格的な文芸活動を始める。1920年に朴鍾和や鄭栢らと『文友』を創刊し、1922年には文芸誌『白潮』を創刊する。こうして雑誌を作っては、詩や戯曲を発表していったが、その費用は洪の財産を取り崩しながらのものであった。この頃、高明玉という妓生と恋仲に成り、安碩柱との三角関係にあった。1923年に土月会に参加し、それからは詩よりも戯曲作家として活動するようになる。朴勝喜や金復鎮らと朝鮮劇場を舞台として、演劇活動に取り組むも、1925年、資金難で土月会は解散となった。しかし、1927年には再び「山有花会」という団体を結成している。そこで上演された「郷土心」という演目は、あまりに詩的な台詞が観客に理解されず、すぐに行き詰ってしまったようだ。1928年、仏教社の二階に間借りし、『如是』という仏教雑誌を創刊し、戯曲「翁草」や書いたり、『白き乳』を書いたりしたが、結果は芳しくなかった。
1929年から30年まで、洪は朴珍から息子の家庭教師を頼まれ、居候することになる。この頃は喀血するほど洪の体は弱っていた。その後、朴の離れると、洪は住所も定まらない放浪生活に陥る。この放浪生活中に忠清道で出会った女と恋仲になり、子供が3人生まれた。そのため、生活を立てようと漢方医学を学ぶ。これはある程度成功したようだが、やはり生活は苦しく、知己を頼って回るも、詩の一篇も書かない堕落者と見なされていた洪に手を差し伸べる者はいなかった。李光洙の山荘にもしばしば訪れていたことが、李の日記にも記されている。
1941年、日帝当局が洪に戯曲「金玉均伝」を執筆するように強要する。しかし、洪は気が進まず、完成はしなかった。そのため、日帝から住所制限を受けている。1945年の解放後は、槿国青年団の青年運動を起こそうとするも、心身ともに衰弱しきり、志だけで終わった。1946年、長男の懇願で家に帰ってきた洪は、その2ヵ月後の1947年1月7日、逝去した。その遺骸は京畿道東灘面墨洞に葬られた。

## 年譜
- 1900年陰暦5月17日、京畿道龍仁郡に生まれる。
- 1908年、ソウルから京畿道華城郡東灘面石隅里に移る。
- 1912年、2歳年上の元孝順と結婚する。
- 1916年、上京、徽文義塾に入学する。
- 1919年3月、三・一独立運動の先頭に立ち、逮捕される。
- 1919年6月、徽文学校を卒業し、郷里に帰る。
- 1919年、長男、奎善が生まれる。
- 1920年、朴鍾和や鄭栢らと文芸誌『文友』を創刊。
- 1921年、長女、女善が生まれる。
- 1922年、『白潮』を創刊する。
- 1923年、土月会に加入、同会の文芸部長になる。
- 1927年2月、朴珍や李素然らと劇団「山有花会」を組織する。
- 1928年、雑誌『如是』を創刊。
- 1929年、朴珍宅に身を寄せる。
- 1932年、文壇から離れる。
- 1935年、漢方医学を学ぶ。愛人と同棲を始める。
- 1945年、槿国青年団の青年運動を起こそうとするも失敗。
- 1947年1月7日、自宅にて逝去。